# Elektrociepłownie Wybrzeże
Elektrociepłownie Wybrzeże – jedna z największych energetycznych firm na Pomorzu, w skład której aktualnie wchodzą dwie elektrociepłownie: 
- Elektrociepłownia Gdańska (Ec2), ul. Wiślna 6
- Elektrociepłownia Gdyńska (Ec3), ul. Pucka 118

Przedsiębiorstwo produkuje ciepło i energię elektryczną na potrzeby mieszkańców oraz wielu przedsiębiorstw i instytucji. Wyprodukowane ciepło pokrywa w 100% potrzeby miejskiej sieci ciepłowniczej w Gdańsku, Gdyni, Sopocie i Rumi.
Przedsiębiorstwo jest trzecim w kraju pod względem wielkości producentem energii elektrycznej wytwarzanej w wyniku kogeneracji, tj. w skojarzeniu z ciepłem. Głównym inwestorem Spółki jest PGE Energia Ciepła.
Firma uczestniczy w procesie produkcji tzw. zielonej energii. W 2008 spółka w ramach inwestycji własnych wdrożyła system współspalania biomasy w istniejących kotłach energetycznych Elektrociepłowni Gdańskiej i Elektrociepłowni Gdyńskiej.

## Historia

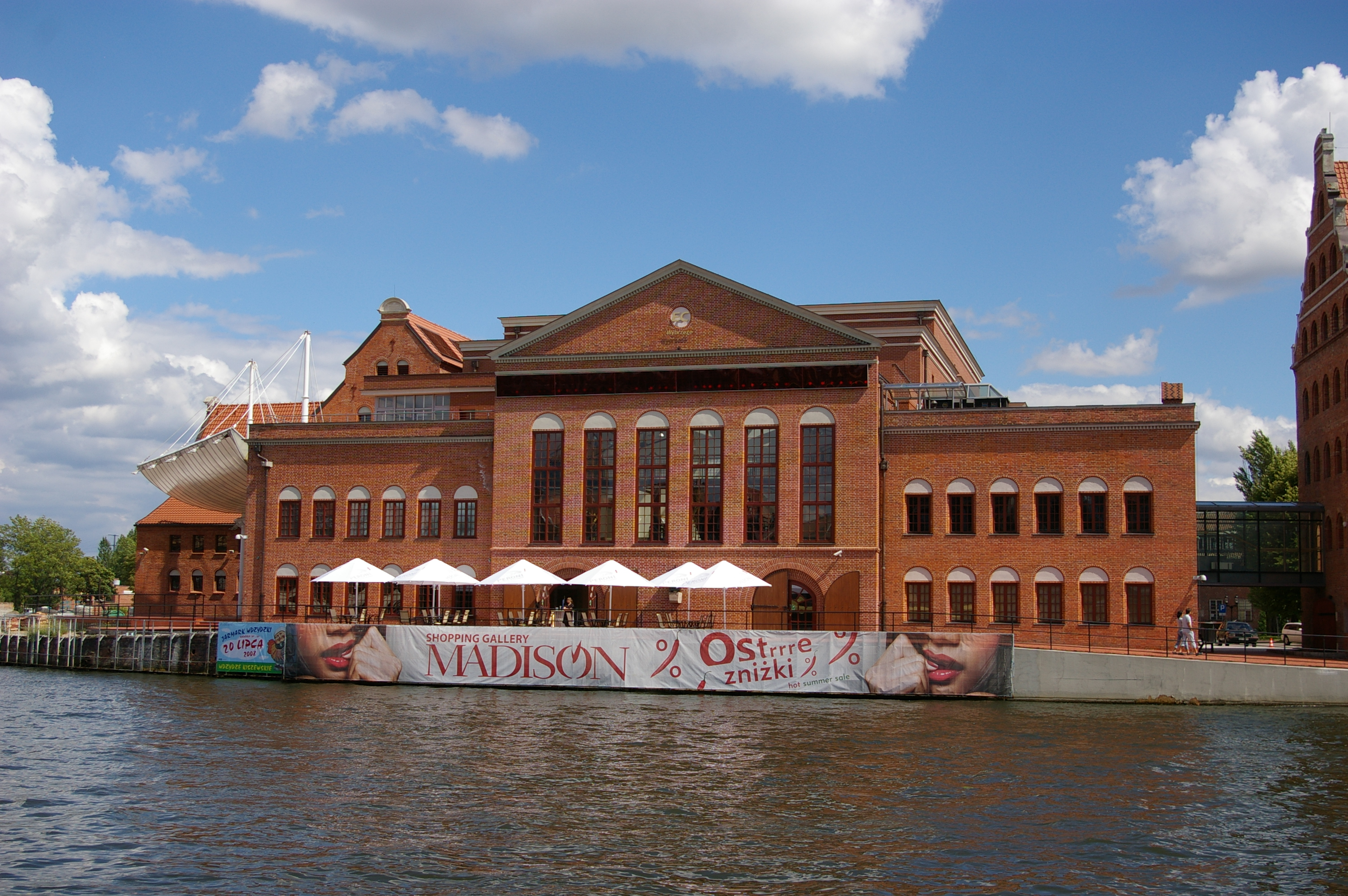
Gmach dawnej elektrowni na Ołowiance

- 1899 – rozruch Elektrowni Ołowianka w Gdańsku
- 1936 – rozruch Elektrowni Gdynia 1
- 1942 – rozruch Elektrociepłowni Gdynia 2
- 1960 – powstanie Zespołu Elektrociepłowni Wybrzeże
- 1970 – rozruch Elektrociepłowni Gdańskiej
- 1974 – rozruch Elektrociepłowni Gdynia 3
- 1974 – połączenie 5 elektrociepłowni w jedną spółkę
- 1993 – przekształcenie Zespołu Elektrociepłowni Gdańsk w jednoosobową spółkę Skarbu Państwa
- 1996-1997 – wycofanie z eksploatacji trzech najstarszych elektrociepłowni
- 2000-2004 – prywatyzacja firmy[2][3]
- 2012 – zmiana nazwy na EDF Wybrzeże SA
- 2014 – wykreślenie spółki EDF Wybrzeże SA z KRS[4]; przedsiębiorstwo funkcjonuje jako oddział EDF Polska SA
- 2015-2016 – rozpoczęcie przygotowań do sprzedaży przedsiębiorstwa[5][6]
- 2020 - wmurowanie kamienia węgielnego pod budowę do połowy 2021 pierwszej w Polsce kotłowni wyposażonej w 2 kotły elektrodowe o mocy 35 MWt każdy (a także 2 kotły olejowo-gazowe o mocy 30 MWt każdy, wartość inwestycji: 80 mln zł)[7].

## Wytwarzanie
Elektrociepłownie Wybrzeże S.A. posiadają trzy koncesje: 
- na wytwarzanie ciepła,
- na wytwarzanie energii elektrycznej,
- na obrót energią elektryczną.

Produkcja ciepła i energii elektrycznej odbywa się w jednym procesie technologicznym zwanym skojarzeniem lub kogeneracją. W porównaniu z oddzielnym wytwarzaniem ciepła w ciepłowni i energii elektrycznej w elektrowni kondensacyjnej proces gospodarki skojarzonej daje duże oszczędności paliw energetycznych.  Z uwagi na mniejsze zużycie paliw dzięki gospodarce skojarzonej uzyskuje się efekt ekologiczny w postaci zmniejszenia emisji szkodliwych zanieczyszczeń do atmosfery.

## Dane techniczne
Ec2 Gdańsk

| Urządzenie        | Typ          | Osiągalna moc cieplna [MW] | Osiągalna moc elektryczna [MW] |
| ----------------- | ------------ | -------------------------- | ------------------------------ |
| Kocioł wodny      | WP-70        | 81                         | -                              |
| Kocioł wodny      | WP-120       | 154                        | -                              |
| Blok ciepłowniczy | BC-22,5 nr 1 | 38,9                       | 9,6                            |
| Blok ciepłowniczy | BC-50 nr 2   | 112,1                      | 52,8                           |
| Blok ciepłowniczy | BC-50 nr 3   | 112,3                      | 54                             |
| Blok ciepłowniczy | BC-50 nr 4   | 112,6                      | 57,5                           |
| Blok ciepłowniczy | BC-50 nr 5   | 115,2                      | 53                             |
|                   |              | 726,1                      | 226,9                          |

Wysokość najwyższego komina wynosi 210 m.
Ec3 Gdynia

| Urządzenie        | Typ        | Osiągalna moc cieplna [MW] | Osiągalna moc elektryczna [MW] |
| ----------------- | ---------- | -------------------------- | ------------------------------ |
| Kocioł parowy     | 00-70      | 32,4                       | -                              |
| Kocioł parowy     | 00-70      | 41,5                       | -                              |
| Kocioł wodny      | PTWM-50    | 49,8                       | -                              |
| Kocioł wodny      | WP-120     | 131,4                      | -                              |
| Blok ciepłowniczy | BC-50 nr 1 | 112,6                      | 52,6                           |
| Blok ciepłowniczy | BC-50 nr 2 | 112,6                      | 52,6                           |
|                   |            | 480,3                      | 105,2                          |